# Tobanga jezik
Tobanga jezik (ISO 639-3: tng; gabri, gabri-nord, gabri-north, northern gabri, sjeverni gabri), afrazijski jezik istočnočadske skupine jezika, kojim govori 30 000 ljudi (1999 SIL) u čadskoj regiji Tandjilé, na području departmana Tandjilé Est.
Jedan je od tri jezika koja pripadaju podskupini gabri. Ima dva dijalekta: mande i tobanga (deressia).

## Vanjske poveznice
- Ethnologue (14th)
- Ethnologue (15th)